# Ламборелле, Натали
Натали Ламборелле (фр. Nathalie Lamborelle, род. 1 февраля 1988, Шиффланж, Эш-сюр-Альзетт) — шоссейная велогонщица из Люксембурга.

## Карьера
В 2004 году Натали Ламборелле стала вице-чемпионкой Люксембурга по велокроссу. В следующем году она снова добилась этого успеха, а также стала чемпионкой страны в групповой гонке по шоссейному велоспорту. Всего она пять раз становилась чемпионкой Люксембурга, дважды в велокроссе, а также в групповой гонке и много раз поднималась на подиум. На Гран-при Эльзи Якобс в 2008 году и на Гран-при Кёльн-Шульд-Фрехен в 2009 году Ламборелле заняла второе место. В 2009 году она заняла восьмое место на чемпионате Европы по шоссейному велоспорту (U23).
Ламборелле три раза принимала участие в чемпионатах мира по шоссейному велоспорту — 2007, 2010 и 2011 годов. В 2010 году в Джилонге она заняла 71-е место в групповой гонке после того, как незадолго до этого попала под машину во время тренировки в Австралии, а в 2011 году в Копенгагене она финишировала 42-й.

## Достижения

### Шоссе
2005
 Чемпионка Люксембурга — групповая гонка
5-я на Чемпионат мира — групповая гонка U19
2006
3-я на Чемпионат Люксембурга — групповая гонка
3-я на Чемпионат Люксембурга — индивидуальная гонка
2008
 Чемпионка Люксембурга — групповая гонка
2-я на Чемпионат Люксембурга — индивидуальная гонка
2-я на Гран-при Эльзи Якобс
2009
 Чемпионка Люксембурга — групповая гонка
3-я на Чемпионат Люксембурга — индивидуальная гонка
8-я на Чемпионат Европы — групповая гонка U23
8-я на Тур Нюрнберга
2010
2-я на Чемпионат Люксембурга — групповая гонка
3-я на Чемпионат Люксембурга — индивидуальная гонка
2011
2-я на Чемпионат Люксембурга — групповая гонка
 Игры малых государств Европы — групповая гонка
3-я на Чемпионат Люксембурга — индивидуальная гонка
2012
2-я на Чемпионат Люксембурга — групповая гонка
3-я на Чемпионат Люксембурга — индивидуальная гонка
2013
 Игры малых государств Европы — групповая гонка
2-я на Чемпионат Люксембурга — групповая гонка
2-я на Чемпионат Люксембурга — индивидуальная гонка
2016
3-я на Чемпионат Люксембурга — групповая гонка

### Велокросс
2003—2004
2-е место в Чемпионате Люксембурга по велокроссу
2004—2005
2-е место в Чемпионате Люксембурга по велокроссу
2006—2007
 Чемпионате Люксембурга по велокроссу
2007—2008
 Чемпионате Люксембурга по велокроссу
2008—2009
3-е место в Чемпионате Люксембурга по велокроссу
2010—2011